# 品川氏維
品川 氏維（しながわ うじすけ、生没年不詳）は、江戸時代中期の高家旗本。

## 生涯
五摂家・鷹司家の血筋である上級旗本竹中定弘の次男として生まれる。
高家旗本品川氏長の末期養子となる。天明8年（1788年）5月3日、氏長の死去により家督を相続する。同年12月1日、将軍徳川家斉に御目見する。
生涯高家職に就くことはなかった。寛政5年（1793年）4月22日に隠居し、養子の言氏に家督を譲る。その後、病の養生のため実家に戻り、実兄竹中定格のもとにあったが、寛政10年（1798年）3月2日に屋敷から逐電し、行方不明となる。このために言氏は処罰を受けることになった。